# Pycnonemosaurus
Pycnonemosaurus – teropod z rodziny abelizaurów (Abelisauridae).
Żył w epoce późnej kredy (ok. 71-65 mln lat temu) na terenach Ameryki Południowej. Długość ciała ok. 7-8 m, wysokość ok. 3 m, masa ok. 500 kg. Jego szczątki znaleziono w Brazylii (w stanie Mato Grosso).
Znaleziono niekompletny szkielet: kilka zębów, część kręgu ogonowego, część kości łonowej, kość piszczelową.